# Kvarntjärnen (Degerfors socken, Västerbotten, 716158-167091)
Kvarntjärnen är en sjö i Vindelns kommun i Västerbotten och ingår i Umeälvens huvudavrinningsområde. Sjön har en area på 0,0622 kvadratkilometer och ligger 212,4 meter över havet. Sjön avvattnas av vattendraget Abborrträskån. Vid provfiske har abborre, gädda och mört fångats i sjön.

## Delavrinningsområde
Kvarntjärnen ingår i det delavrinningsområde (716179-167138) som SMHI kallar för Mynnar i Vindelälvens vattendragsyta. Medelhöjden är 234 meter över havet och ytan är 3,99 kvadratkilometer. Det finns ett avrinningsområde uppströms, och räknas det in blir den ackumulerade arean 16,78 kvadratkilometer. Abborrträskån som avvattnar avrinningsområdet har biflödesordning 3, vilket innebär att vattnet flödar genom totalt 3 vattendrag innan det når havet efter 140 kilometer. Avrinningsområdet består mestadels av skog (73 procent). Avrinningsområdet har 0,06 kvadratkilometer vattenytor vilket ger det en sjöprocent på 1,6 procent. Bebyggelsen i området täcker en yta av 0,04 kvadratkilometer eller 1 procent av avrinningsområdet.